# Вітрово (Німанський район)
Вітрово (рос. Ветрово) — селище Німанського району, Калінінградської області Росії. Входить до складу Німанського міського поселення.
Населення —  317 осіб (2015 рік). 